# Henry Jackson
Sir Henry Bradwardine Jackson (21. ledna 1855, Barnsley, Anglie – 14. prosince 1929, Hayling Island, Anglie) byl britský admirál. V britském královském námořnictvu sloužil od roku 1868, byl dělostřeleckým důstojníkem a uplatnil se také jako diplomat. Díky svým technickým zájmům ve spolupráci s italským fyzikem Marconim prosadil u Royal Navy používání radiotelegrafického spojení. Později zastával vysoké funkce v námořní administraci a za první světové války zastával funkci prvního námořního lorda (First Sea Lord, 1915–1916). V roce 1919 dosáhl nejvyšší možné hodnosti velkoadmirála (Admiral of the Fleet) a v roce 1924 byl penzionován.

## Životopis

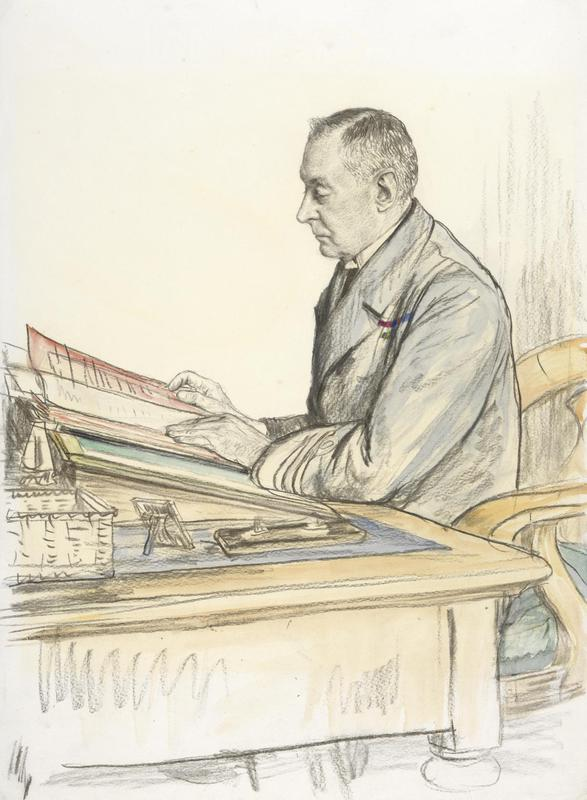
Admirál Sir Henry Jackson (1917)

Byl synem podnikatele v textilním průmyslu Henryho Jacksona. Do Royal Navy vstoupil jako kadet v roce 1868, aktivní službu zahájil v roce 1868 jako praporčík u záložního loďstva. Později sloužil v severní Americe a na Mysu Dobré naděje, doplnil si vzdělání v oboru dělostřelectví a v roce 1890 byl povýšen na komandéra. Poté působil jako instruktor na cvičných lodích a proslul jako průkopník bezdrátové komunikace mezi loděmi. Na rozvoji radiotelegrafického spojení spolupracoval s italským vynálezcem Marconim, nositelem Nobelovy ceny za fyziku. Za tento přínos byl Jackson v roce 1901 jmenován členem Královské společnosti. Mezitím byl v roce 1896 povýšen na kapitána a v letech 1897–1899 působil jako námořní atašé v Paříži. V roce 1905 dosáhl hodnosti kontradmirála a stal se námořním pobočníkem krále Eduarda VII. V letech 1905–1908 byl třetím námořním lordem a inspektorem námořnictva a poté zástupcem vrchního velitele ve Středozemním moři (1908–1910). Mezitím v roce 1906 obdržel rytířský kříž Viktoriina řádu (1906), zároveň s tím povýšen do šlechtického stavu s titulem Sir. V roce 1910 reprezentoval Británii na mezinárodní námořní konferenci v Paříži a v letech 1911–1913 vedl Královskou námořní válečnou školu (Royal Naval Academy) v Greenwichi. Mezitím byl povýšen na viceadmirála (1911) a v letech 1913–1915 zastával funkci druhého námořního lorda a náčelníka námořního štábu admirality.
V roce 1914 měl převzít vrchní velení ve Středomoří, ale zůstal v Londýně jako přední poradce pro námořní akce proti Německu, respektive německým koloniím v zámoří. Ještě před válkou byl povýšen do hodnosti admirála a po neúspěchu u Gallipoli byl v květnu 1915 povolán do funkce prvního námořního lorda, v níž nahradil dosud populárního admirála Johna Fishera. Úzce spolupracoval s ministrem námořnictva Arthurem Balfourem a věnoval se především administrativním záležitostem. Jacksonova prestiž utrpěla, když do Lamanšského průlivu pronikly německé torpédoborce a v prosinci 1916 byl z funkce prvního námořního lorda odvolán. Při této příležitosti obdržel velkokříž Řádu lázně (1916) a v letech 1916-1919 zastával čestnou funkci prezidenta Royal Naval College v Greenwichi. V letech 1917-1919 byl také prvním námořním pobočníkem krále Jiřího V. Po válce byl jmenován do nejvyšší možné hodnosti velkoadmirála (1919) (Admiral of the Fleet), penzionován byl v roce 1924. Několik let ale ještě zastával čestné funkce v organizacích technického zaměření, pomáhal také Winstonu Churchillovi s korekturami jeho třídílné knihy Světová krise 1911–1918.
Od roku 1890 byl ženatý s Alicí Mary Burburyovou (1868–1940), dcerou matematika Samuela Burburyho (1831–1911), člena Královské společnosti. Jejich manželství bylo bezdětné.